# Бристольський університет
Бри́стольський університе́т — університет у місті Бристоль (Велика Британія). Ректор університету — лауреат Нобелівської премії Пол Нерс, віцеректор — професор Евелін Велч.
Серед нинішніх науковців Бристольського університету 21 член Академії медичних наук, 13 членів Британської академії, 13 членів Королівської інженерної академії та 44 члени Королівського товариства. Серед випускників і колишніх викладачів університет нараховує 9 нобелівських лауреатів.
Бристоль є членом престижної групи дослідницьких британських університетів Russell Group, загальноєвропейської групи Коїмбра та Всесвітньої мережі університетів, головою якої з 2005 по 2007 рік був попередній віцеканцлер університету Ерік Томас. Крім того, університет має Хартію Еразмуса, що щороку направляє понад 500 студентів до партнерських закладів у Європі.

## Історія
Університет був заснований в 1876 році як університетський коледж у Бристолі. Це був перший вищий навчальний заклад в Англії, що приймав жінок на рівних правах із чоловіками. У 1909 році королівським указом йому було присвоєно університетський статус.
Університет входить у число найкращих вищих навчальних закладів Великої Британії. До 2010 року в Бристольському університеті навчалося або працювало 9 нобелівських лауреатів.

## Склад
Університет організовує академічні справи в 34 департаментах і 15 науково-дослідних центрах, які є в складі 6 факультетів (Мистецтво, Машинобудування, Медичні і ветеринарні науки, Медицина і стоматологія, Природничі науки, Соціальні науки і право). В університеті навчається майже 13 000 студентів (16 % іноземці), 7000 аспірантів. Роботу університету забезпечує персонал у складі майже 6000 осіб (понад 4000 на постійній основі).

## Відомі люди, пов'язані з університетом

### Політики та державні діячі
- Вінстон Черчилль — з 1929 по 1965 роки був ректором Бристольського університету[10].

- Сара Джейн Браун — англійська бізнесвумен і громадський діяч, психолог за освітою. Дружина прем'єр-міністра Великої Британії Гордона Брауна.
- Енн Макклейн
- Нкосазана Дламіні-Зума
- Тереза Вільєрс
- Альбер II (князь Монако)
- Джойс Енелей
- Летсіє III
- Джозеф Мускат
- Стівен Кребб
- Хун Манет

### Науковці[11]
- Дороті Кроуфурт Годжкін — з 1970 по 1988 роки була ректором Бристольського університету[12].
- Поль Дірак — лауреат Нобелівської премії
- Макс Дельбрюк — лауреат Нобелівської премії
- Сесіль Френк Пауелл — лауреат Нобелівської премії
- Вільям Ремзі — лауреат Нобелівської премії
- Невілл Френсіс Мотт — лауреат Нобелівської премії

## Видавнича і комерційна діяльність

### Bristol University Press
Bristol University Press — це наукове видавництво Бристольського університету. У 1996 році університет заснував Policy Press — академічне видавництво, яке базувалося на Факультеті соціальних наук та права і спеціалізувалося на соціальних науках. У жовтні 2016 року Policy Press стало імпринтом новозаснованого Bristol University Press.